# 쉐보레 올란도
쉐보레 올란도(Chevrolet Orlando)는 한국GM에서 생산했던 중형 미니밴이다.

## 1세대(MPV7)

### 올란도(2011년2월~2018년7월)

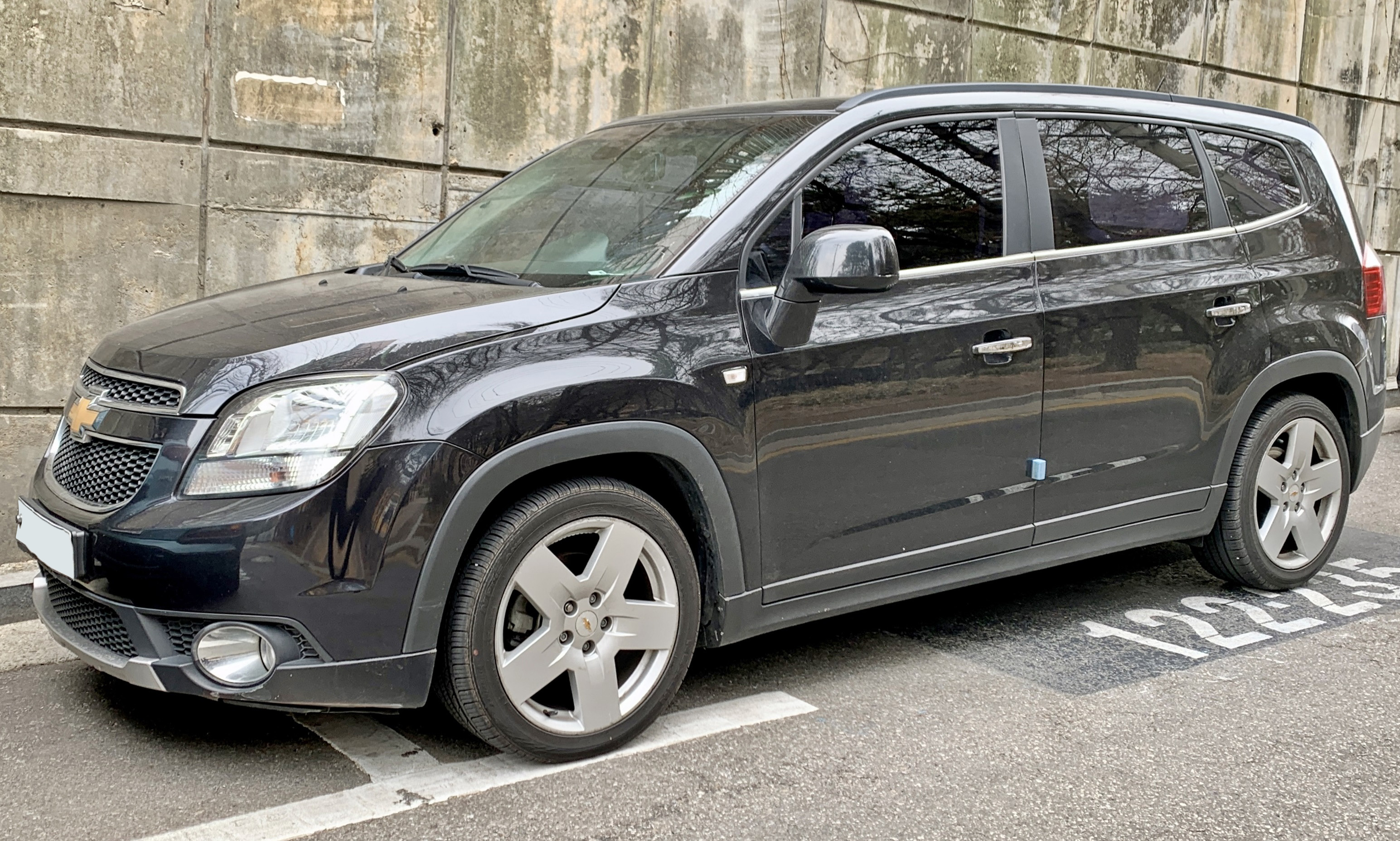
쉐보레 올란도 (전기형) 정측면

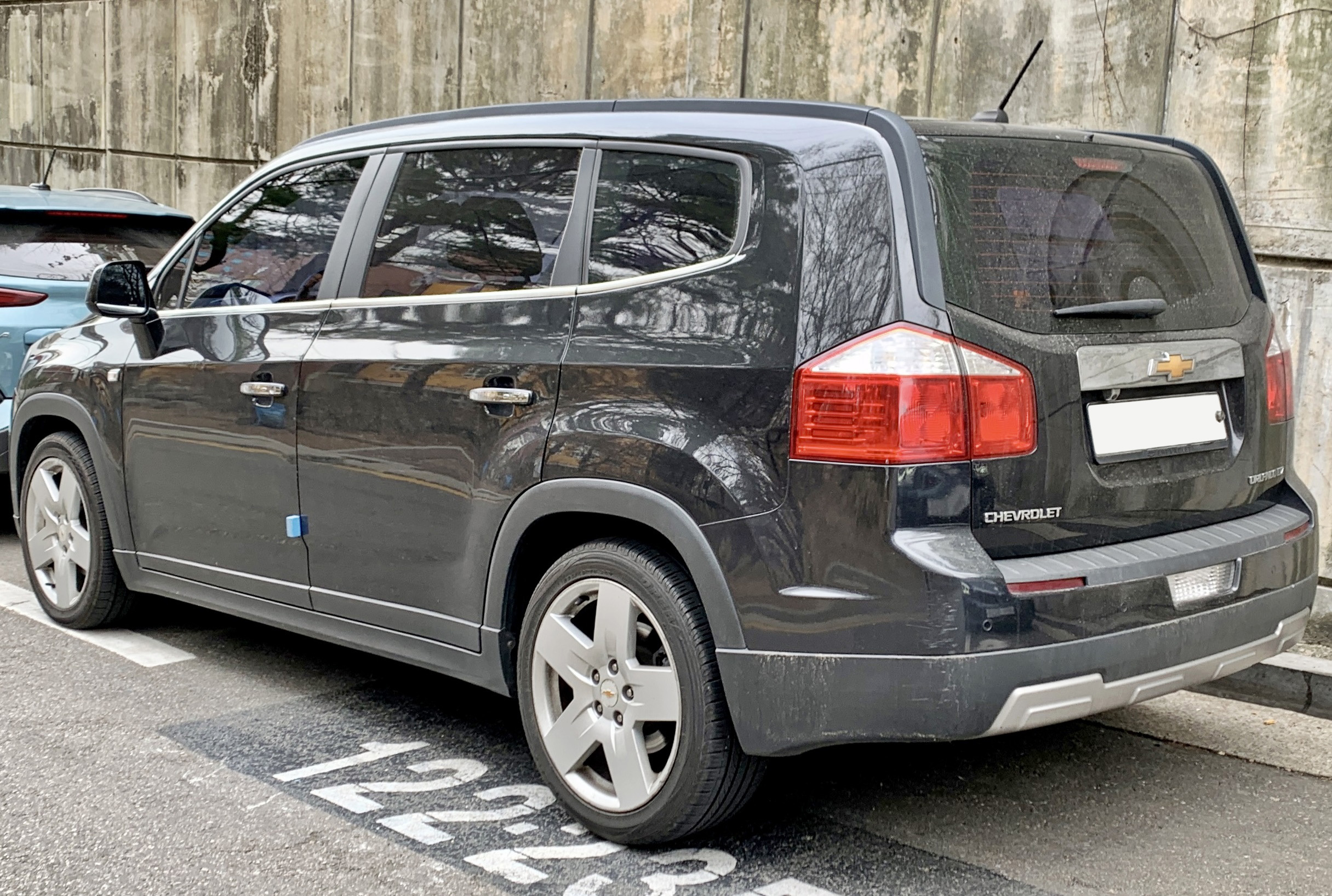
쉐보레 올란도 (전기형) 후측면

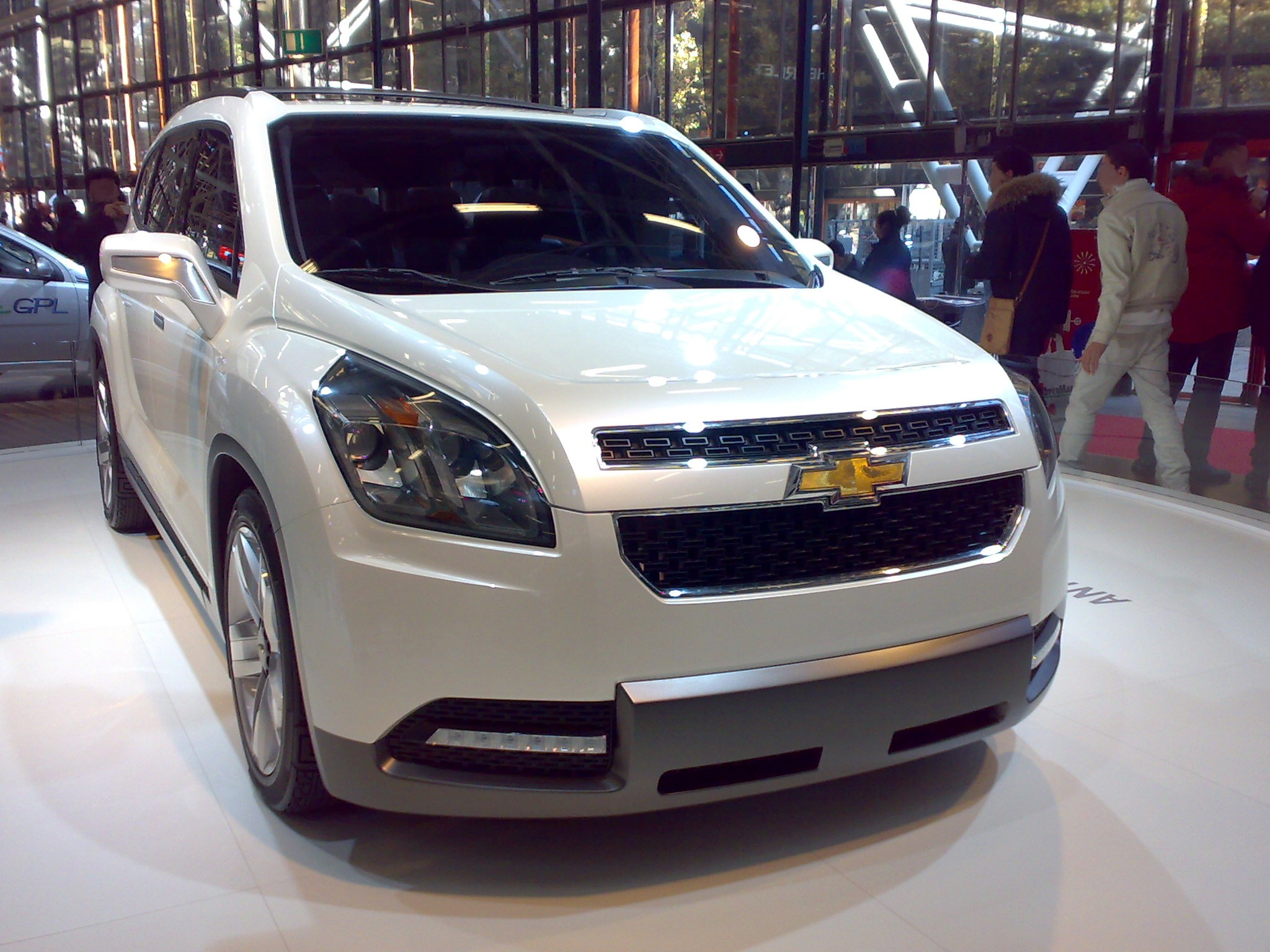
쉐보레 올란도 프로토타입 콘셉트카

2007년에 단종된 레조의 빈 자리를 채우나, 실질적인 후속 차종은 아니다. 크루즈의 전륜구동 플랫폼을 공용하는 미니밴으로, 생산은 대한민국의 군산 공장에서 이루어진다. 2008년 12월 개최된 파리 모터쇼에서 MPV7이라는 콘셉트 카가 공개되었고, 3년 후 GM대우가 한국지엠으로 사명을 변경하고, 과거 GM코리아 시절을 제외하면 대한민국에서 쉐보레 브랜드로 판매하는 첫 번째 차종이다. 2011년 2월 9일에 출시되었으며, 3월 2일에 판매를 개시했다. 올란도에 장착된 직렬 4기통 2,000cc 디젤 엔진은 유로 5 배출가스 기준을 만족시켰으며, 배기가스 재순환 장치를 적용해 질소산화물과 미세 먼지 입자 배출량도 감소시켰다. 듀얼 에어백과 1열 사이드 에어백이 기본으로 적용되었고, 차체에 고장력 강판을 71% 이상 적용해 안전성을 높였다. 당초 163마력 직렬 4기통 2,000cc 커먼레일 디젤 엔진에는 6단 수동변속기도 있었으나, 대한민국에서의 판매량이 적어 곧 단종되었다. 라인업은 크게 LS, LT, LTZ 등 3가지로 나뉜다. 같은 해 7월 18일부터는 직렬 4기통 2,000cc LPGI 엔진이 추가되었다. 2012년 7월 18일에는 운전석 6-way 전동 조절 시트, 타이어 공기압 모니터링 시스템 등이 신규 적용된 2013년형이 선보였다. 한때 2,000cc LPG 엔진이 장착된 올란도로 인천국제공항 일대에서 택시로 시험 운용 이벤트를 벌여 택시 출시를 검토했고, 말리부의 택시를 내놓지 않기로 내부 방침을 정한 대신 올란도 택시를 출시하기로 했다. 2012년 10월 29일에는 LPG 택시 출시에 앞서 사전 계약을 실시했다. 2013년 7월 22일에는 변속감이 향상된 GEN Ⅱ 6단 자동변속기와 방향 지시등 내장 아웃 사이드 미러 등이 적용된 2014년형이 선보였다. 2,000cc 커먼레일 디젤 엔진에 먼저 GEN Ⅱ 6단 자동변속기가 적용되었고, 2,000cc LPG 엔진에는 같은 해 10월 10일에 적용되었다. 2014년 1월 26일에는 유틸리티 바 등 캠핑 아이템을 적용한 캠퍼 패키지의 출시에 사전 계약을 시작했다. 이후 같은 해 말에 캐나다, 유럽 수출이 중단되었다. 2015년 9월 1일에 선보인 2016년형은 유로6 규제를 충족시키는 1.6ℓ 커먼레일 디젤 엔진이 새로 적용되고, LT 컨비니언스 트림과 다이나믹 트림이 추가되었다. 이와 동시에 러시아 현지 생산이 중단되었다. 같은 해 10월 12일에는 블랙 바디 컬러와 스페셜 데칼, 17인치 블랙 알루미늄 휠 등이 적용된 퍼펙트 블랙 에디션 트림이 선보였다.
그러나 모델의 노후화로 판매량이 감소하기 시작했고, 한국GM이 군산공장 폐쇄를 결정하여 2018년 7월에 크루즈와 함께 생산이 중단됐다. 그리고 동년 말에 잔여 재고를 모두 소진시킨 후 단종되었다. 한편, 올란도가 단종되고 나서 얼마 지나지 않아 경쟁차량인 기아 카렌스 역시 판매 부진으로 생산이 중단된 후 2018년 10월에 단종되어, 2.0리터급 LPG 엔진을 사용하는 대한민국산 전륜구동 컴팩트 MPV는 모두 후속 없이 단종되었다. 이들을 대체하는 수요는 MPV 타입 택시를 포함하여 2019년 6월 18일에 첫 출시한 QM6 2.0 DOHC LPG로 옮겨 갔으며, 이후에는 스포티지 2.0 DOHC LPG도 전륜구동 MPV의 수요를 대체하고 있다.
또한 한국지엠에서 나오는 영업용 LPG 택시 사양도 모두 없어졌다. 올란도가 단종된 후, 한국지엠의 차종 중에서는 별도의 택시전용 사양이 없이 수입해서 판매하는 전기자동차인 볼트 EV만 간간히 영업용 택시로 쓰이고 있다.
| 구분                 | 1.6ℓ 디젤                                                                                       | 2.0ℓ 디젤                                                                              | 2.0ℓ LPGI                                                          |
| -------------------- | ----------------------------------------------------------------------------------------------- | -------------------------------------------------------------------------------------- | ------------------------------------------------------------------ |
| 전장 (mm)            | 4,665                                                                                           | 4,665                                                                                  | 4,665                                                              |
| 전폭 (mm)            | 1,835                                                                                           | 1,835                                                                                  | 1,835                                                              |
| 전고 (mm)            | 1,635                                                                                           | 1,635                                                                                  | 1,635                                                              |
| 축거 (mm)            | 2,760                                                                                           | 2,760                                                                                  | 2,760                                                              |
| 윤거 (전, mm)        | 1,584                                                                                           | 1,584                                                                                  | 1,584                                                              |
| 윤거 (후, mm)        | 1,588                                                                                           | 1,588                                                                                  | 1,588                                                              |
| 승차 정원            | 5명/7명                                                                                         | 5명/7명                                                                                | 5명(택시) 7명                                                      |
| 변속기               | 자동 6단                                                                                        | 수동 6단 자동 6단                                                                      | 자동 6단                                                           |
| 서스펜션 (전/후)     | 맥퍼슨 스트럿/토션 빔                                                                           | 맥퍼슨 스트럿/토션 빔                                                                  | 맥퍼슨 스트럿/토션 빔                                              |
| 구동 형식            | 전륜구동                                                                                        | 전륜구동                                                                               | 전륜구동                                                           |
| 엔진 형식            | LH7                                                                                             | Z20D1                                                                                  | LBN                                                                |
| 연료                 | 디젤                                                                                            | 디젤                                                                                   | LPG                                                                |
| 배기량 (cc)          | 1,598                                                                                           | 1,998                                                                                  | 1,998                                                              |
| 최고 출력 (ps/rpm)   | 134/3,500~4,000                                                                                 | 163/3,800                                                                              | 140/6,000                                                          |
| 최대 토크 (kg*m/rpm) | 32.6/2,000~2,250                                                                                | 36.7/1,750~2,750                                                                       | 18.8/4,600                                                         |
| 연료 탱크 용량 (ℓ)   | 64                                                                                              | 64                                                                                     | 70                                                                 |
| 요소수 탱크 용량 (ℓ) | 8.2                                                                                             | -                                                                                      | -                                                                  |
| 공차 중량 (kg)       | 1,645(자동 6단)                                                                                 | 1,695(수동 6단)/ 1,705(자동 6단) (이후 1,705(자동 6단)으로 변경)                       | 1,635(자동 6단) 1,645(자동 6단)                                    |
| 연비 (km/ℓ)          | 도심 12.3/고속 15.2/복합 13.5(자동 6단) (이후 도심 11.7/고속 14.1/복합 12.7(자동 6단)으로 변경) | 17.4(수동 6단)/ 14.0(자동 6단) (이후 도심 10.6/고속 14.2/복합 12.0(자동 6단)으로 변경) | 8.7(자동 6단) (이후 도심 7.0/고속 9.7/복합 8.0(자동 6단)으로 변경) |
| Co2 배출량 (g/km)    | 147(자동 6단) (이후 150(자동 6단)으로 변경)                                                     | 154(수동 6단)/ 192(자동 6단) (이후 167(자동 6단)으로 변경)                             | 203(자동 6단) (이후 169(자동 6단)으로 변경)                        |

## 2세대

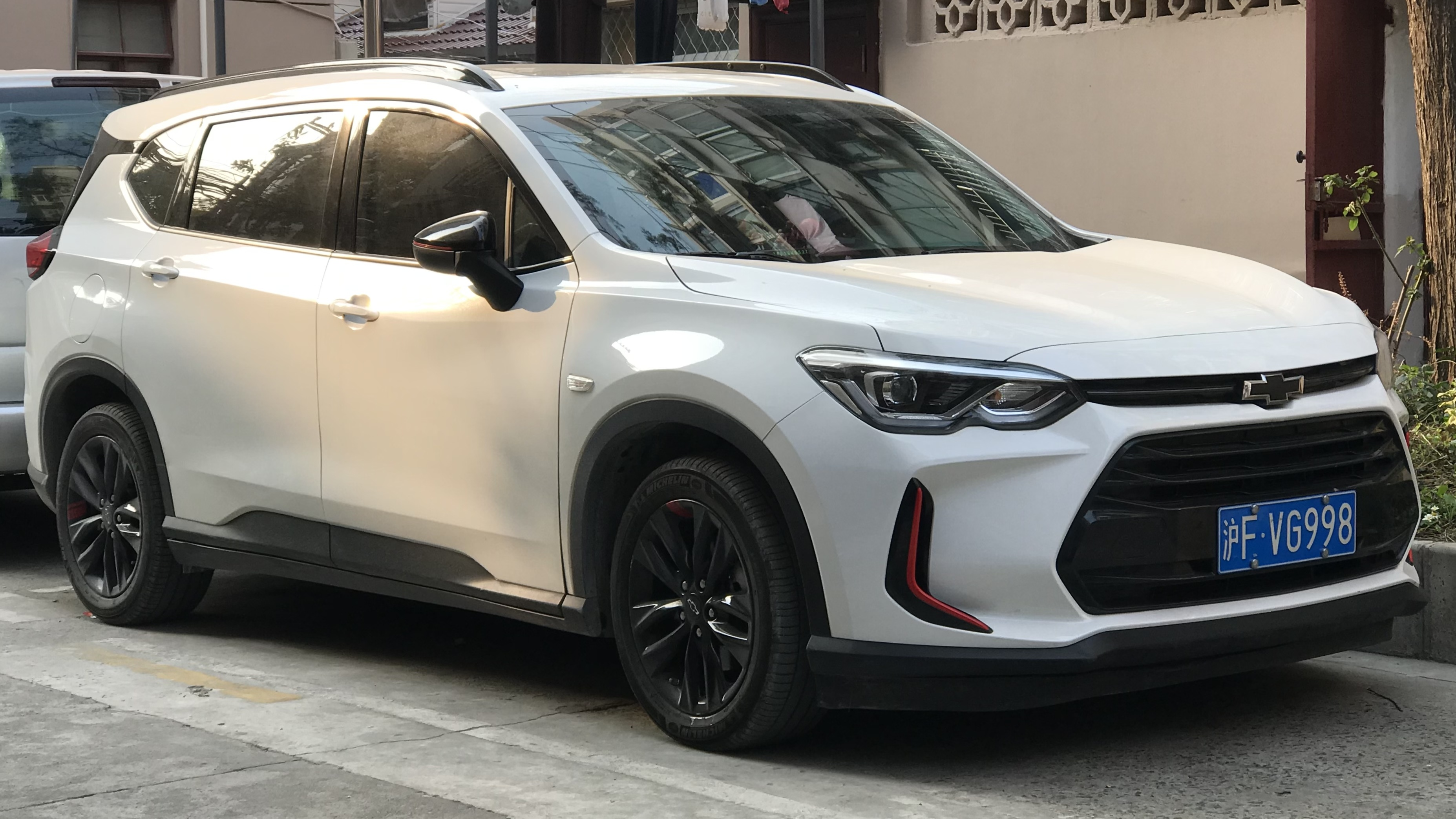
쉐보레 올란도 정측면

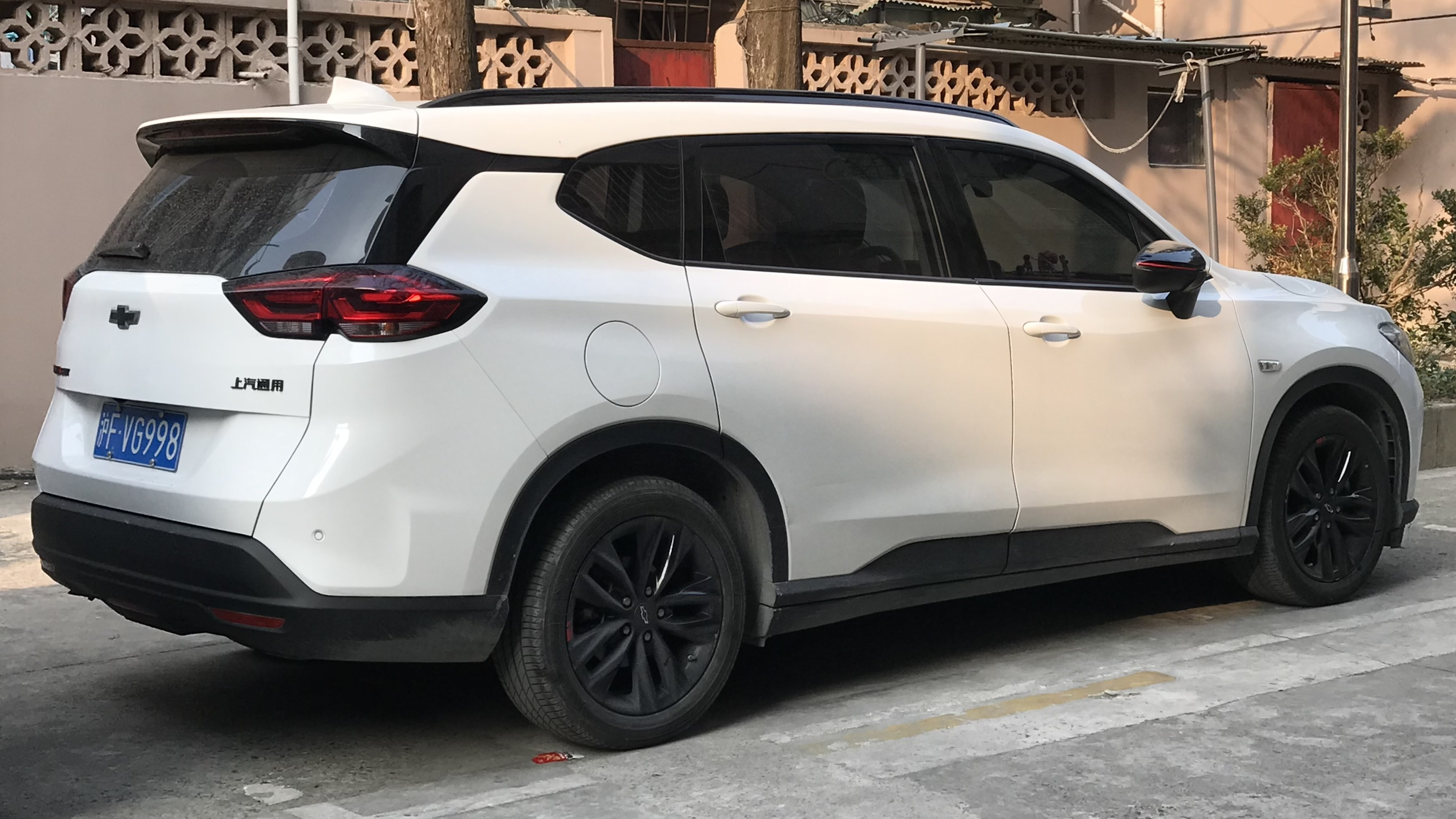
쉐보레 올란도 후측면

2018년에 공개했다. 컨셉트카인 FNR-X의 디자인을 기반으로 제작하였으며, 상하이 GM을 통하여 2019년에 중화인민공화국 전용 차량으로 생산 및 판매를 시작했다.

## 역대 슬로건

### 1세대(MPV7)
- Active Life Vehicle (올란도)
- 가장 멋진 친구, 아빠 (올란도)